# Chen Jo-hsi
Chen Jo-hsi, (陳若曦T), trasillterato anche come Chen Ruoxi (Taiwan, 15 novembre 1938), è una scrittrice taiwanese, nota in particolare per la raccolta di racconti The execution of Mayor Yin and other stories from the Great Proletarian Cultural Revolution.

## La gioventù
Chen Jo-hsi nacque a Taiwan nel 1938 e ricevette fin dall'infanzia un'educazione filo-occidentale. Si laureò nel 1961 presso l'Università Nazionale di Taiwan in Lingue e Letterature Straniere e in quegli anni cominciò a pubblicare le sue prime raccolte di racconti. In quegli anni fu tra i fondatori del bimestrale letterario Xiandai wenxue. Dopo la laurea si trasferì negli Stati Uniti per continuare gli studi e lì divenne una convinta sostenitrice della Cina maoista, anche in reazione alla propaganda anti-comunista in mezzo alla quale aveva vissuto prima di lasciare Taiwan. Nel 1964 si sposò con Tuan Shiyao, studente di meccanica dei fluidi conosciuto alla Johns Hopkins University che condivideva con lei l'entusiastica adesione ai valori del socialismo e la venerazione della figura di Mao Tse-Tung.

## I sette anni in Cina
Nel 1966 Tuan completò il suo dottorato e Chen rimase incinta. La coppia decise di trasferirsi in Cina per far nascere nella terra dei loro padri, sotto un regime in cui credevano ciecamente. Arrivarono a Pechino nell'ottobre dello stesso anno, proprio agli inizi della Rivoluzione Culturale, ed alloggiarono in un hotel per due anni in attesa che gli venisse assegnato un lavoro. Il regime guardava a loro con sospetto, a causa del loro status di reimpatriati dall'America, e temeva che potessero essere delle spie corrotte dal capitalismo. Non venne permesso alla coppia di insegnare o fare ricerche, ed alla fine Tuan venne mandato a scavare carbone presso un acquedotto chiuso dalle Guardie Rosse a Nanchino mentre Chen dovette rimanere all'Hydraulic Engineering College a prendersi cura dei bambini i cui genitori erano stati costretti a trasferirsi per lavorare presso le fattorie collettive, destino che presto toccò anche a Tuan.

## La fama letteraria
Nel 1972 Chen diede alla luce il suo secondogenito prima di trasferirsi brevemente alla Shanghai Workers' University. Agli inizi del 1973 la coppia chiese il permesso di lasciare la Cina, esasperata clima di sospetto nei loro confronti che subivano fin dal loro arrivo sette anni prima e temendo i cattivi effetti sulla crescita dei figli della vita in una società così controllata.
Il 14 novembre del 1973 riuscirono finalmente a trasferirsi ad Hong Kong e lì Chen lavorò come insegnante e maturò la convinzione che fosse importante raccontare la propria esperienza per dar voce ai sentimenti dei suoi amati compatrioti. Ricominciò così a scrivere dopo molto tempo e nel novembre del 1974 pubblicò sul mensile Ming Bao il racconto The Execution of Mayor Yin, che ebbe subito una grande eco in tutta la regione. Nei due anni successivi Chen continuò a pubblicare periodicamente nuovi racconti sulla stessa testata prima di trasferirsi a Vancouver nel 1976. Nel 1978 i suoi racconti vennero ripubblicati in lingua inglese e le diedero la notorietà anche in Occidente. In seguito Chen si trasferì negli Stati Uniti e pubblicò altre opere, tra cui il romanzo autobiografico The repatriates.